# あすなろ銀河
「あすなろ銀河」は、ソニンの7枚目のシングル。

## 解説
- 表題曲「あすなろ銀河」はスキマスイッチの楽曲「Let's」をリメイクしたもの。
- テレビ東京系アニメ「ピーチガール」エンディングテーマソング。
- TVアニメ「ピーチガール」オリジナルサウンドトラックに収録された[3]。
- カップリングには古内東子の代表曲「誰より好きなのに」のカバーが収録されている。

## 収録曲
1. あすなろ銀河
作詞・作曲：スキマスイッチ、編曲：鈴木俊介
2. 誰より好きなのに
作詞・作曲：古内東子、編曲：小松秀行
3. あすなろ銀河 (Instrumental)